# Saint-Germain-Laxis
Saint-Germain-Laxis – miejscowość i gmina we Francji, w regionie Île-de-France, w departamencie Sekwana i Marna.
Według danych na rok 1990 gminę zamieszkiwało 379 osób, a gęstość zaludnienia wynosiła 53 osób/km² (wśród 1287 gmin regionu Île-de-France Saint-Germain-Laxis plasuje się na 876. miejscu pod względem liczby ludności, natomiast pod względem powierzchni na miejscu 542.).